# Scott Morrison (kosárlabdázó)
Scott Morrison (Prince George, Brit Columbia, 1986. január 3. –) profi kanadai kosárlabdázó.
Az ötös poszton bevethető játékos 1986 január 3-án született (Prince George, B.C.) Kanadában. A Portland State csapatában kezdett el kosárlabdázni (2004), az amerikai egyetemi ligában (NCAA). 2008-ban a Konferencia legjobb védőjátékosának választották, amit megnyert a csapata. 2009-ben tagja volt a kanadai nemzeti csapatnak.

## Európai karrier
Első európai szezonja (2008) az Albacomp kosárlabda csapatánál volt, ahol CEBL-kupát nyert. Magyarország után Észtországban folytatta karrierjét, ahol megnyerte az EMKL bajnokságot a Tartu Ulikool/Rock színeiben. Ezután Ukrajna következett, a Politekhnika-Halychyna gárdájához igazolt (2010), ahol csapat egyik kulcsemberévé vált. A 2010/2011-es szezont Lengyelországban fejezte be az Anwil Wloclawek-nél, ahol mindössze 10 mérkőzést játszott. Scott a következő szezonban sem vált meg a lengyel bajnokságtól, az Energa Czarni Slupsk szerződtette őt. Jelenleg (2012/2013) a németországi Eisbaeren Bremerhaven csapatában játszik, Stanley Burrell volt csapattársával együtt.

## Átlaga
- Portland State (Amerikai Egyesült Államok): 9.2 pontátlag, 5.6 lepattanó, 1.6 blokk.[5]
- Albacomp (Magyarország): 15.2 pontátlag, 7.9 lepattanó.
- Tartu Ulikool/Rock (Észtország): 11.6 pontátlag, 6.6 lepattanó, 1.2 blokk.[6]
- Ploitekhnika Halychyna (Ukrajna):  13.3 pontátlag, 7.2 lepattanó, 1.4 blokk.
- Anwil Wloclawek (Lengyelország): 10 mérkőzés.
- Energa Czarni Slupsk (Lengyelország): 10,6 pontátlag, 5,7 lepattanó, 1.3 blokk.

## Nemzetközi mérkőzések
CEBL, Eurochallenge, Baltic League
- 2009/2010 Eurochallenge átlag: 13.2 pont, 6 lepattanó (alapszakasz).
- 2009/2010 Baltic League átlag: 14.8 pont, 8 lepattanó.

## Klubjai
- 2004-2008 Portland State
- 2008/2009 Albacomp
- 2009/2010 Tartu Ulikool/Rock
- 2010/2011 Ploitekhnika Halychyna
- 2010/2011 Anwil Wloclawek
- 2011/2012 Energa Czarni Slupsk
- 2012/2013 Eisbaeren Bremerhaven
- 2013/2014 Melbourne Tigers
- 2014/2015 Aisin Seahorses Mikawa
- 2015- Akita Northern Happinets